# Липовка (Марксовский район)
Липовка — село в Марксовском муниципальном районе Саратовской области, административный центр Липовского муниципального образования.
Село расположено у истоков реки Мечетка

## История
Деревня Липовка (она же Верхняя Мечетка), основанная в 1767 году наряду с другими немецкими колониями на территории современного Марксовского района Саратовской области, упоминается в Списке населённых мест Самарской губернии, по сведениям 1889 года. Согласно Списку деревня относилась к Калужской волости Новоузенского уезда. В деревне проживало 593 жителя.
Согласно Списку населённых мест Самарской губернии 1910 года в селе Липовка проживало 393 мужчины и 446 женщин, деревню населяли бывшие помещичьи крестьяне, преимущественно русские, православные, в селе имелись церковь, земская школа, 2 ветряные мельницы.
После образования АССР немцев Поволжья входило в состав Фёдоровского кантона. С 1935 года, после выделения Гнаденфлюрского кантона из Фёдоровского, и до ликвидации АССР немцев Поволжья в 1941 году село относилось к Гнаденфлюрскому кантону АССР немцев Поволжья.

## Население
| Годы      | 1889 | 1897 | 1910 | 1987 | 2002 |
| --------- | ---- | ---- | ---- | ---- | ---- |
| Население | 593  | 689  | 839  | ≈850 | 1145 |

| 2002 | 2010  |
| ---- | ----- |
| 1146 | ↘1122 |

## Инфраструктура
В современном селе: средняя общеобразовательная школа, детский сад, участковая больница, отделение почтовой связи, дом культуры, бар, продуктовые магазины, терминал Сбербанка России, сельская библиотека.